# Centrale géothermique Olkaria III
La centrale géothermique Olkaria III, (en anglais : Olkaria III Geothermal Power Station) également connue sous le nom de « OrPower 4 », est une  centrale géothermique au Kenya, ayant une capacité de production d'électricité de 139 MW.

## Emplacement
L'installation est située à proximité du Parc national de Hell's Gate, avec ses stations sœurs, Olkaria I, Olkaria II , Olkaria IV et  Okarya V. Cet emplacement se trouve dans la région d' Olkaria, dans le comté de Nakuru, à l'extrémité orientale de la vallée du Rift, à environ 42 km au sud-ouest de Naivasha, la ville la plus proche et à environ 122 km au nord-ouest de Nairobi, la capitale et plus grande ville du pays.

## Histoire
La centrale Olkaria III a démarré ses activités en 2000, avec une centrale Ormat d'une capacité de production de 13 MW. En janvier 2009, une nouvelle infrastructure est installée, ajoutant 35 MW  puis  une autre de 36 MW. L'unité de troisième génération  Olkaria III, d'une capacité de 26 MW est mise en service en 2014, portant la capacité totale de l'usine à 110 MW. L'unité de quatrième génération, d'une capacité de 26 MW est mise en service en 2016, portant la capacité totale de l'usine à 139 MW.

## Propriété
La centrale Olkaria III est détenue et exploitée par Ormat Technologies Inc., une société enregistrée à Reno, Nevada, avec des installations de production à Yavné, en Israël .
Selon la presse écrite kenyane, au cours de la période de 12 mois se terminant le 30 juin 2013  Ormat Technologies Inc. a vendu 503 gigawattheures (GWh) à Kenya Power and Lighting Company, engendrant un gain de 3,89 milliards de KES (45 millions de dollars américains).